# Fase de grupos da Copa Sul-Americana de 2024
A fase de grupos da Copa Sul-Americana de 2024 foi disputada entre 2 de abril e 8 de junho de 2024. Um total de 32 equipes participaram desta fase para decidir 16 das 24 vagas na fase final da competição. O sorteio dos grupos foi realizado em Luque, no Paraguai, em 18 de março de 2024.

## Formato
Nessa fase, cada um dos grupos foi jogado no sistema de todos contra todos. Os vencedores de cada grupo avançaram para as oitavas de final, enquanto os segundo colocados disputam os play-offs contra os terceiros colocados da fase de grupos da Copa Libertadores da América de 2024.

### Critérios de desempate
De acordo com o regulamento estabelecido para as últimas edições, os seguintes critérios foram aplicados:
1. Pontos:
2. Melhor saldo de gols entre as equipes em questão;
3. Maior número de gols marcados entre as equipes em questão;
4. Maior número de gols marcados como visitante entre as equipes em questão;
5. Ranking de clubes da CONMEBOL.

## Calendário
| Fase       | Datas                  | Partidas                                     |
| ---------- | ---------------------- | -------------------------------------------- |
| 1.ª rodada | 2–4 de abril de 2024   | Equipe 4 vs. Equipe 2, Equipe 3 vs. Equipe 1 |
| 2.ª rodada | 9–11 de abril de 2024  | Equipe 2 vs. Equipe 3, Equipe 1 vs. Equipe 4 |
| 3.ª rodada | 23–25 de abril de 2024 | Equipe 2 vs. Equipe 1, Equipe 4 vs. Equipe 3 |
| 4.ª rodada | 7–9 de maio de 2024    | Equipe 3 vs. Equipe 2, Equipe 4 vs. Equipe 1 |
| 5.ª rodada | 14–16 de maio de 2024  | Equipe 1 vs. Equipe 2, Equipe 3 vs. Equipe 4 |
| 6.ª rodada | 28–30 de maio de 2024  | Equipe 1 vs. Equipe 3, Equipe 2 vs. Equipe 4 |

## Grupos

### Grupo A
| Pos | Equipe                    | Pts | J | V | E | D | GP | GC | SG | Classificado |     | DIM | ALW | DYJ | UCV |
| --- | ------------------------- | --- | - | - | - | - | -- | -- | -- | ------------ | --- | --- | --- | --- | --- |
| 1   | Independiente Medellín    | 13  | 6 | 4 | 1 | 1 | 16 | 7  | +9 | Fase final   |     | —   | 4–0 | 2–1 | 4–2 |
| 2   | Always Ready              | 11  | 6 | 3 | 2 | 1 | 10 | 7  | +3 | Play-offs    |     | 2–0 | —   | 3–0 | 2–0 |
| 3   | Defensa y Justicia        | 5   | 6 | 1 | 2 | 3 | 4  | 8  | −4 |              |     | 1–1 | 1–1 | —   | 0–1 |
| 4   | Universidad César Vallejo | 4   | 6 | 1 | 1 | 4 | 6  | 14 | −8 |              | 1–5 | 2–2 | 0–1 | —   |     |

| 2 de abril    | Universidad César Vallejo | 0 – 1     | Defensa y Justicia | Estádio Mansiche, Trujillo                  |
| 21:00 (UTC−5) |                           | Relatório | Zapata 59'         | Público: 6 119 Árbitro: BRA Paulo Zanovelli |

| 4 de abril    | Always Ready                        | 2 – 0     | Independiente Medellín | Estádio Municipal, El Alto                  |
| 22:00 (UTC−4) | Wesley Tanque 45' · Lima 55' (g.c.) | Relatório |                        | Público: 2 953 Árbitro: BRA Flávio de Souza |

| 10 de abril   | Defensa y Justicia | 1 – 1     | Always Ready | Estádio Norberto Tomaghello, Florencio Varela  |
| 19:00 (UTC−3) | Fernández 30'      | Relatório | Terrazas 73' | Público: 5 161 Árbitro: CHI Francisco Gilabert |

| 10 de abril   | Independiente Medellín                         | 4 – 2     | Universidad César Vallejo  | Estádio Atanasio Girardot, Medellín       |
| 21:00 (UTC−5) | Vásquez 12', 23' (pen) · León 48' · García 79' | Relatório | Mena 63' · Vélez 76' (pen) | Público: 11 278 Árbitro: PAR Juan Benítez |

| 25 de abril   | Always Ready               | 2 – 0     | Universidad César Vallejo | Estádio Municipal, El Alto              |
| 20:00 (UTC−4) | Cuéllar 15' · Martínes 90' | Relatório |                           | Público: 2 844 Árbitro: BRA Edina Alves |

| 25 de abril   | Independiente Medellín | 2 – 1     | Defensa y Justicia | Estádio Atanasio Girardot, Medellín        |
| 21:00 (UTC−5) | León 1' · Monsalve 22' | Relatório | Palavecino 76'     | Público: 9 407 Árbitro: BRA Wilton Sampaio |

| 7 de maio     | Universidad César Vallejo | 1 – 5     | Independiente Medellín                                  | Estádio Mansiche, Trujillo                  |
| 19:00 (UTC−5) | Vélez 21'                 | Relatório | León 15', 45' · García 59' · Monsalve 73' · Perlaza 79' | Público: 3 599 Árbitro: BRA Paulo Zanovelli |

| 7 de maio     | Always Ready                                    | 3 – 0     | Defensa y Justicia | Estádio Municipal, El Alto             |
| 22:00 (UTC−4) | Rodrígues 11' · Wesley Tanque 47' · Cuéllar 50' | Relatório |                    | Público: 810 Árbitro: BRA Rafael Klein |

| 14 de maio    | Defensa y Justicia | 1 – 1     | Independiente Medellín | Estádio Norberto Tomaghello, Florencio Varela |
| 21:00 (UTC−3) | Ortiz 68' (g.c.)   | Relatório | León 22'               | Público: 6 000 Árbitro: BRA Bráulio Machado   |

| 15 de maio    | Universidad César Vallejo   | 2 – 2     | Always Ready                    | Estádio Mansiche, Trujillo                |
| 21:00 (UTC−5) | Mena 17' · Deneumostier 74' | Relatório | Caicedo 29' · Wesley Tanque 54' | Público: 2 694 Árbitro: BRA Raphael Claus |

| 29 de maio    | Defensa y Justicia | 0 – 1     | Universidad César Vallejo | Estádio Norberto Tomaghello, Florencio Varela |
| 21:00 (UTC−3) |                    | Relatório | Aguilera 90' (g.c.)       | Público: 2 463 Árbitro: BRA Bruno Arleu       |

| 29 de maio    | Independiente Medellín                                    | 4 – 0     | Always Ready | Estádio Atanasio Girardot, Medellín         |
| 19:00 (UTC−5) | García 47' · Baroja 53' (g.c.) · León 55' · Y. Moreno 82' | Relatório |              | Público: 21 596 Árbitro: URU Gustavo Tejera |

### Grupo B
| Pos | Equipe               | Pts | J | V | E | D | GP | GC | SG | Classificado |     | CRU | UCE | AFC | ULC |
| --- | -------------------- | --- | - | - | - | - | -- | -- | -- | ------------ | --- | --- | --- | --- | --- |
| 1   | Cruzeiro             | 12  | 6 | 3 | 3 | 0 | 8  | 3  | +5 | Fase final   |     | —   | 1–0 | 3–3 | 1–0 |
| 2   | Universidad Católica | 11  | 6 | 3 | 2 | 1 | 8  | 2  | +6 | Play-offs    |     | 0–0 | —   | 0–0 | 4–0 |
| 3   | Alianza              | 5   | 6 | 1 | 2 | 3 | 5  | 10 | −5 |              |     | 0–3 | 1–3 | —   | 0–1 |
| 4   | Unión La Calera      | 4   | 6 | 1 | 1 | 4 | 1  | 7  | −6 |              | 0–0 | 0–1 | 0–1 | —   |     |

| 3 de abril    | Alianza | 0 – 1     | Unión La Calera       | Estadio Armando Maestre Pajaveau, Valledupar |
| 21:00 (UTC−5) |         | Relatório | Gigliotti 45+3' (pen) | Árbitro: PAR Carlos Benítez                  |

| 4 de abril    | Universidad Católica | 0 – 0     | Cruzeiro | Estádio Olímpico Atahualpa, Quito         |
| 19:00 (UTC−5) |                      | Relatório |          | Público: 3 092 Árbitro: VEN Ángel Arteaga |

| 10 de abril   | Unión La Calera | 0 – 1     | Universidad Católica | Estádio Elías Figueroa Brander, Valparaíso |
| 20:00 (UTC−4) |                 | Relatório | Díaz 61'             | Público: 760 Árbitro: ARG Darío Herrera    |

| 11 de abril   | Cruzeiro                                        | 3 – 3     | Alianza                           | Estádio Mineirão, Belo Horizonte           |
| 19:00 (UTC−3) | Romero 7' · Zé Ivaldo 12' · Matheus Pereira 19' | Relatório | Batalla 53', 79' · Figueroa 90+6' | Público: 18 818 Árbitro: PER Roberto Pérez |

| 23 de abril   | Unión La Calera | 0 – 0     | Cruzeiro | Estádio Municipal, Concepción                   |
| 18:00 (UTC−4) |                 | Relatório |          | Público: 1 182 Árbitro: PAR Mario Díaz de Vivar |

| 23 de abril   | Alianza    | 1 – 3     | Universidad Católica                           | Estadio Armando Maestre Pajaveau, Valledupar |
| 21:00 (UTC−5) | Batalla 8' | Relatório | Franco 56' (g.c.) · Cifuente 68' · I. Díaz 78' | Árbitro: ARG Yael Falcón                     |

| 7 de maio     | Alianza | 0 – 3     | Cruzeiro                                                | Estadio Armando Maestre Pajaveau, Valledupar |
| 19:30 (UTC−5) |         | Relatório | Lucas Silva 41' · Arthur Gomes 49' · Rafael Elias 90+3' | Público: 3 068 Árbitro: ARG Andrés Merlos    |

| 9 de maio     | Universidad Católica                           | 4 – 0     | Unión La Calera | Estádio Olímpico Atahualpa, Quito |
| 21:00 (UTC−5) | Fajardo 3', 45+1' · I. Díaz 49' · Cifuente 75' | Relatório |                 | Árbitro: ARG Facundo Tello        |

| 16 de maio    | Cruzeiro           | 1 – 0     | Unión La Calera | Estádio Independência, Belo Horizonte   |
| 21:00 (UTC−3) | Matheus Pereira 7' | Relatório |                 | Público: 17 712 Árbitro: BOL Ivo Méndez |

| 16 de maio    | Universidad Católica | 0 – 0     | Alianza | Estádio Olímpico Atahualpa, Quito |
| 21:00 (UTC−5) |                      | Relatório |         | Árbitro: ARG Fernando Espinoza    |

| 30 de maio    | Cruzeiro       | 1 – 0     | Universidad Católica | Estádio Mineirão, Belo Horizonte                 |
| 21:00 (UTC−3) | Rafa Silva 80' | Relatório |                      | Público: 55 254 Árbitro: ARG Maximiliano Ramírez |

| 30 de maio    | Unión La Calera | 0 – 1     | Alianza            | Estádio Municipal, Concepción          |
| 20:00 (UTC−4) |                 | Relatório | Figueroa 73' (pen) | Público: 197 Árbitro: BOL Jordy Alemán |

### Grupo C
| Pos | Equipe        | Pts | J | V | E | D | GP | GC | SG | Classificado |     | BEL | INT | DEL | RTO |
| --- | ------------- | --- | - | - | - | - | -- | -- | -- | ------------ | --- | --- | --- | --- | --- |
| 1   | Belgrano      | 12  | 6 | 3 | 3 | 0 | 7  | 3  | +4 | Fase final   |     | —   | 0–0 | 1–1 | 1–0 |
| 2   | Internacional | 11  | 6 | 3 | 2 | 1 | 6  | 3  | +3 | Play-offs    |     | 1–2 | —   | 1–0 | 0–0 |
| 3   | Delfín        | 8   | 6 | 2 | 2 | 2 | 9  | 8  | +1 |              |     | 1–1 | 1–2 | —   | 4–3 |
| 4   | Real Tomayapo | 1   | 6 | 0 | 1 | 5 | 3  | 11 | −8 |              | 0–2 | 0–2 | 0–2 | —   |     |

| 2 de abril    | Belgrano | 0 – 0     | Internacional | Estádio Mario Alberto Kempes, Córdova     |
| 19:00 (UTC−3) |          | Relatório |               | Público: 32 756 Árbitro: PER Kevin Ortega |

| 4 de abril    | Real Tomayapo | 0 – 2     | Delfín                          | Estádio IV Centenario, Tarija    |
| 22:00 (UTC−4) |               | Relatório | Angulo 52' (pen) · Gariglio 74' | Árbitro: PAR Mario Díaz de Vivar |

| 10 de abril   | Internacional | 0 – 0     | Real Tomayapo | Estádio Beira-Rio, Porto Alegre                 |
| 21:00 (UTC−3) |               | Relatório |               | Público: 29 643 Árbitro: URU Christian Ferreyra |

| 11 de abril   | Delfín       | 1 – 1     | Belgrano | Estádio Jocay, Manta                            |
| 21:00 (UTC−5) | Elordi 90+1' | Relatório | Jara 42' | Público: 3 435 Árbitro: PAR Giancarlo Juliadoza |

| 24 de abril   | Real Tomayapo | 0 – 2     | Belgrano                 | Estádio El Tahuichi, Santa Cruz        |
| 20:30 (UTC−4) |               | Relatório | Lencioni 17' · Marín 83' | Público: 4 935 Árbitro: PAR Juan López |

| 25 de abril   | Delfín     | 1 – 2     | Internacional                | Estádio Jocay, Manta                         |
| 21:00 (UTC−5) | Castro 53' | Relatório | Wesley 35' · Borré 52' (pen) | Público: 8 524 Árbitro: PER Michael Espinoza |

| 9 de maio     | Belgrano | 1 – 1     | Delfín     | Estádio Mario Alberto Kempes, Córdova        |
| 19:00 (UTC−3) | Jara 62' | Relatório | Angulo 64' | Público: 33 200 Árbitro: URU Leodán González |

| 15 de maio    | Belgrano      | 1 – 0     | Real Tomayapo | Estádio Mario Alberto Kempes, Córdova |
| 19:00 (UTC−3) | Velázquez 14' | Relatório |               | Árbitro: PER Michael Espinoza         |

| 28 de maio    | Internacional | 1 – 2     | Belgrano             | Arena Barueri, Barueri                     |
| 21:30 (UTC−3) | Borré 39'     | Relatório | Chavarría 45', 45+3' | Público: 6 151 Árbitro: VEN Alexis Herrera |

| 28 de maio    | Delfín                                            | 4 – 3     | Real Tomayapo                       | Estádio Jocay, Manta                    |
| 19:30 (UTC−5) | Messiniti 3' · Elordi 22' · Miño 75' · Angulo 76' | Relatório | Graneros 1' · Noble 11' · Rioja 32' | Público: 704 Árbitro: PER Edwin Ordóñez |

| 4 de junho    | Real Tomayapo | 0 – 2     | Internacional                | Estádio IV Centenario, Tarija                |
| 20:30 (UTC−4) |               | Relatório | Bruno Gomes 31' · Alario 89' | Público: 5 872 Árbitro: URU Mathías De Armas |

| 8 de junho    | Internacional | 1 – 0     | Delfín | Estádio Alfredo Jaconi, Caxias do Sul        |
| 21:30 (UTC−3) | Alario 68'    | Relatório |        | Público: 16 822 Árbitro: CHI Felipe González |

### Grupo D
| Pos | Equipe              | Pts | J | V | E | D | GP | GC | SG | Classificado |     | FOR | BOC | NPO | TRI |
| --- | ------------------- | --- | - | - | - | - | -- | -- | -- | ------------ | --- | --- | --- | --- | --- |
| 1   | Fortaleza           | 13  | 6 | 4 | 1 | 1 | 15 | 8  | +7 | Fase final   |     | —   | 4–2 | 5–0 | 2–1 |
| 2   | Boca Juniors        | 11  | 6 | 3 | 2 | 1 | 10 | 6  | +4 | Play-offs    |     | 1–1 | —   | 4–0 | 1–0 |
| 3   | Nacional Potosí     | 7   | 6 | 2 | 1 | 3 | 6  | 13 | −7 |              |     | 4–1 | 0–0 | —   | 2–1 |
| 4   | Sportivo Trinidense | 3   | 6 | 1 | 0 | 5 | 5  | 9  | −4 |              | 0–2 | 1–2 | 2–0 | —   |     |

| 3 de abril    | Nacional Potosí | 0 – 0     | Boca Juniors | Estádio Víctor Agustín Ugarte, Potosí   |
| 20:00 (UTC−4) |                 | Relatório |              | Público: 18 216 Árbitro: CHI Piero Maza |

| 3 de abril    | Sportivo Trinidense | 0 – 2     | Fortaleza                               | Estádio Defensores del Chaco, Assunção       |
| 20:00 (UTC−4) |                     | Relatório | Thiago Galhardo 4' · Yago Pikachu 90+2' | Público: 500 Árbitro: CHI Francisco Gilabert |

| 9 de abril    | Boca Juniors  | 1 – 0     | Sportivo Trinidense | Estádio La Bombonera, Buenos Aires          |
| 21:00 (UTC−3) | Anselmino 71' | Relatório |                     | Público: 42 138 Árbitro: URU Gustavo Tejera |

| 10 de abril   | Fortaleza                                                       | 5 – 0     | Nacional Potosí | Arena Castelão, Fortaleza                   |
| 19:00 (UTC−3) | Hércules 13' · Lucero 16', 29' · Yago Pikachu 48' · Machuca 58' | Relatório |                 | Público: 19 237 Árbitro: ECU Augusto Aragón |

| 23 de abril   | Sportivo Trinidense      | 2 – 0     | Nacional Potosí | Estádio Defensores del Chaco, Assunção       |
| 20:00 (UTC−4) | Romero 15' · Salcedo 62' | Relatório |                 | Público: 393 Árbitro: CHI Francisco Gilabert |

| 25 de abril   | Fortaleza                              | 4 – 2     | Boca Juniors              | Arena Castelão, Fortaleza                  |
| 21:00 (UTC−3) | Lucero 4', 51' · Yago Pikachu 55', 63' | Relatório | Merentiel 21' · Zenón 85' | Público: 53 428 Árbitro: COL Wilmar Roldán |

| 8 de maio     | Nacional Potosí                                     | 4 – 1     | Fortaleza  | Estádio Víctor Agustín Ugarte, Potosí  |
| 20:00 (UTC−4) | Callejo 6' · Prost 37' · Guerra 70' · Álvarez 90+3' | Relatório | Lucero 16' | Público: 1 401 Árbitro: ECU Alex Cajas |

| 8 de maio     | Sportivo Trinidense | 1 – 2     | Boca Juniors             | Estádio General Pablo Rojas, Assunção       |
| 20:30 (UTC−4) | Andrada 44'         | Relatório | Figal 69' · Cavani 90+2' | Público: 14 861 Árbitro: CHI Cristian Garay |

| 14 de maio    | Nacional Potosí             | 2 – 1     | Sportivo Trinidense | Estádio Víctor Agustín Ugarte, Potosí    |
| 22:00 (UTC−4) | Galindo 68' · Álvarez 90+2' | Relatório | Pereira 29'         | Público: 1 389 Árbitro: ECU Bryan Loayza |

| 15 de maio    | Boca Juniors | 1 – 1     | Fortaleza   | Estádio La Bombonera, Buenos Aires            |
| 21:00 (UTC−3) | Cavani 55'   | Relatório | Andrade 90' | Público: 46 466 Árbitro: VEN Jesús Valenzuela |

| 29 de maio    | Boca Juniors                                    | 4 – 0     | Nacional Potosí | Estádio La Bombonera, Buenos Aires          |
| 21:00 (UTC−3) | Zenón 9' · Cavani 14' · Saracchi 19' · Rojo 53' | Relatório |                 | Público: 44 603 Árbitro: CHI Cristian Garay |

| 29 de maio    | Fortaleza                   | 2 – 1     | Sportivo Trinidense | Arena Castelão, Fortaleza                   |
| 21:00 (UTC−3) | Pochettino 20' · Lucero 42' | Relatório | Rayer 90+3'         | Público: 29 227 Árbitro: ECU Augusto Aragón |

### Grupo E
| Pos | Equipe               | Pts | J | V | E | D | GP | GC | SG  | Classificado |     | AML | ATP | DAN | DRZ |
| --- | -------------------- | --- | - | - | - | - | -- | -- | --- | ------------ | --- | --- | --- | --- | --- |
| 1   | Sportivo Ameliano    | 13  | 6 | 4 | 1 | 1 | 9  | 5  | +4  | Fase final   |     | —   | 1–4 | 2–1 | 1–0 |
| 2   | Athletico Paranaense | 12  | 6 | 4 | 0 | 2 | 17 | 5  | +12 | Play-offs    |     | 0–1 | —   | 1–2 | 6–0 |
| 3   | Danubio              | 8   | 6 | 2 | 2 | 2 | 5  | 4  | +1  |              |     | 0–0 | 0–1 | —   | 0–0 |
| 4   | Rayo Zuliano         | 1   | 6 | 0 | 1 | 5 | 1  | 18 | −17 |              | 0–4 | 1–5 | 0–2 | —   |     |

| 2 de abril    | Sportivo Ameliano | 1 – 4     | Athletico Paranaense                                | Estádio General Pablo Rojas, Assunção     |
| 18:00 (UTC−4) | Vera 15'          | Relatório | Mastriani 6', 73' · Zapelli 32' · Fernandinho 45+2' | Público: 9 790 Árbitro: ARG Andrés Merlos |

| 3 de abril    | Rayo Zuliano | 0 – 2     | Danubio                     | Estádio Brígido Iriarte, Caracas            |
| 18:00 (UTC−4) |              | Relatório | Bueno 78' · Fernández 90+3' | Público: 3 375 Árbitro: COL Carlos Betancur |

| 9 de abril    | Danubio | 0 – 0     | Sportivo Ameliano | Estádio Centenario, Montevidéu          |
| 21:30 (UTC−3) |         | Relatório |                   | Público: 1 432 Árbitro: CHI José Cabero |

| 9 de abril    | Athletico Paranaense                                                                   | 6 – 0     | Rayo Zuliano | Ligga Arena, Curitiba                   |
| 21:30 (UTC−3) | Fernandinho 15' (pen) · Esquivel 23' · Canobbio 27', 76' · Pablo 45+1' · Mastriani 66' | Relatório |              | Público: 22 317 Árbitro: BOL Ivo Méndez |

| 24 de abril   | Danubio | 0 – 1     | Athletico Paranaense | Estádio Centenario, Montevidéu           |
| 19:00 (UTC−3) |         | Relatório | Madson 16'           | Público: 1 178 Árbitro: PER Kevin Ortega |

| 24 de abril   | Rayo Zuliano | 0 – 4     | Sportivo Ameliano                                      | Estádio Brígido Iriarte, Caracas             |
| 22:00 (UTC−4) |              | Relatório | Valdez 35', 56' · Contrera 45+2' (pen) · Martinich 60' | Público: 299 Árbitro: ARG Leandro Rey Hilfer |

| 7 de maio     | Sportivo Ameliano         | 2 – 1     | Danubio    | Estádio Tigo La Huerta, Assunção      |
| 20:30 (UTC−4) | Valdez 35' · González 41' | Relatório | Ancheta 8' | Público: 962 Árbitro: CHI José Cabero |

| 8 de maio     | Rayo Zuliano | 1 – 5     | Athletico Paranaense                                                   | Estádio Brígido Iriarte, Caracas       |
| 18:00 (UTC−4) | Ochoa 63'    | Relatório | Esquivel 22' · Mastriani 33', 37' · Di Yorio 75' (pen) · Felipinho 81' | Público: 784 Árbitro: ECU Bryan Loayza |

| 14 de maio    | Sportivo Ameliano | 1 – 0     | Rayo Zuliano | Estádio Defensores del Chaco, Assunção   |
| 20:00 (UTC−4) | Valdez 38'        | Relatório |              | Público: 1 741 Árbitro: PER Joel Alarcón |

| 15 de maio    | Athletico Paranaense | 1 – 2     | Danubio                    | Ligga Arena, Curitiba                      |
| 19:00 (UTC−3) | Di Yorio 90+4'       | Relatório | Pintos 29' · Fernández 42' | Público: 22 926 Árbitro: COL Carlos Ortega |

| 30 de maio    | Athletico Paranaense | 0 – 1     | Sportivo Ameliano | Ligga Arena, Curitiba                           |
| 21:00 (UTC−3) |                      | Relatório | R. Torales 61'    | Público: 26 026 Árbitro: ARG Leandro Rey Hilfer |

| 30 de maio    | Danubio | 0 – 0     | Rayo Zuliano | Estádio Centenario, Montevidéu             |
| 21:00 (UTC−3) |         | Relatório |              | Público: 1 174 Árbitro: CHI Manuel Vergara |

### Grupo F
| Pos | Equipe             | Pts | J | V | E | D | GP | GC | SG  | Classificado |     | COR | RCM | ARG | NAC |
| --- | ------------------ | --- | - | - | - | - | -- | -- | --- | ------------ | --- | --- | --- | --- | --- |
| 1   | Corinthians        | 13  | 6 | 4 | 1 | 1 | 14 | 2  | +12 | Fase final   |     | —   | 3–0 | 4–0 | 4–0 |
| 2   | Racing             | 11  | 6 | 3 | 2 | 1 | 10 | 8  | +2  | Play-offs    |     | 1–1 | —   | 2–1 | 2–1 |
| 3   | Argentinos Juniors | 9   | 6 | 3 | 0 | 3 | 7  | 12 | −5  |              |     | 1–0 | 0–3 | —   | 2–1 |
| 4   | Nacional           | 1   | 6 | 0 | 1 | 5 | 6  | 15 | −9  |              | 0–2 | 2–2 | 2–3 | —   |     |

| 2 de abril    | Nacional                | 2 – 3     | Argentinos Juniors              | Estádio Defensores del Chaco, Assunção    |
| 18:00 (UTC−4) | Rivas 77' · Arévalo 89' | Relatório | Romero 29', 45+2' · Lescano 41' | Público: 899 Árbitro: CHI Felipe González |

| 2 de abril    | Racing     | 1 – 1     | Corinthians      | Estádio Centenario, Montevidéu              |
| 21:30 (UTC−3) | Alaniz 85' | Relatório | Yuri Alberto 69' | Público: 1 685 Árbitro: COL Jhon Hinestroza |

| 9 de abril    | Argentinos Juniors | 0 – 3     | Racing                                  | Estádio Diego Armando Maradona, Buenos Aires |
| 19:00 (UTC−3) |                    | Relatório | Verón Lupi 41', 48' · Urretaviscaya 53' | Público: 2 962 Árbitro: VEN Yender Herrera   |

| 9 de abril    | Corinthians                                         | 4 – 0     | Nacional | Neo Química Arena, São Paulo             |
| 19:00 (UTC−3) | Romero 22', 73' · Yuri Alberto 64' · Pedro Raul 89' | Relatório |          | Público: 32 351 Árbitro: COL Jhon Ospina |

| 23 de abril   | Argentinos Juniors | 1 – 0     | Corinthians | Estádio Diego Armando Maradona, Buenos Aires |
| 21:30 (UTC−3) | Verón 2'           | Relatório |             | Árbitro: CHI Piero Maza                      |

| 25 de abril   | Nacional                         | 2 – 2     | Racing                      | Estádio Defensores del Chaco, Assunção    |
| 18:00 (UTC−4) | G. Caballero 36' · Santacruz 69' | Relatório | Verón Lupi 39' · Rivero 78' | Público: 382 Árbitro: CHI Felipe González |

| 7 de maio     | Nacional | 0 – 2     | Corinthians                          | Estádio Defensores del Chaco, Assunção    |
| 18:00 (UTC−4) |          | Relatório | Yuri Alberto 75' · Matheuzinho 90+6' | Público: 2 058 Árbitro: VEN Ángel Arteaga |

| 7 de maio     | Racing                             | 2 – 1     | Argentinos Juniors | Estádio Centenario, Montevidéu              |
| 19:00 (UTC−3) | Verón Lupi 20' · De los Santos 27' | Relatório | Gondou 32'         | Público: 1 431 Árbitro: COL Carlos Betancur |

| 14 de maio    | Racing                 | 2 – 1     | Nacional          | Estádio Centenario, Montevidéu        |
| 19:00 (UTC−3) | Nandín 54' · Bueno 64' | Relatório | Bailone 53' (pen) | Público: 762 Árbitro: BOL Gery Vargas |

| 14 de maio    | Corinthians                                    | 4 – 0     | Argentinos Juniors | Neo Química Arena, São Paulo                 |
| 21:30 (UTC−3) | Yuri Alberto 9', 43' · Wesley 41' · Vera 90+2' | Relatório |                    | Público: 40 049 Árbitro: CHI Felipe González |

| 28 de maio    | Corinthians                                 | 3 – 0     | Racing | Neo Química Arena, São Paulo               |
| 19:00 (UTC−3) | Garro 22' · Yuri Alberto 25' · Coronado 58' | Relatório |        | Público: 40 353 Árbitro: PER Roberto Pérez |

| 28 de maio    | Argentinos Juniors               | 2 – 1     | Nacional    | Estádio Diego Armando Maradona, Buenos Aires |
| 19:00 (UTC−3) | Heredia 7' · Batallini 18' (pen) | Relatório | Arévalo 39' | Público: 5 000 Árbitro: CHI José Cabero      |

### Grupo G
| Pos | Equipe              | Pts | J | V | E | D | GP | GC | SG  | Classificado |     | LAN | CUI | DGA | MET |
| --- | ------------------- | --- | - | - | - | - | -- | -- | --- | ------------ | --- | --- | --- | --- | --- |
| 1   | Lanús               | 13  | 6 | 4 | 1 | 1 | 12 | 3  | +9  | Fase final   |     | —   | 0–1 | 2–1 | 5–0 |
| 2   | Cuiabá              | 12  | 6 | 3 | 3 | 0 | 9  | 3  | +6  | Play-offs    |     | 1–1 | —   | 1–1 | 3–0 |
| 3   | Deportivo Garcilaso | 6   | 6 | 1 | 3 | 2 | 7  | 9  | −2  |              |     | 0–2 | 1–1 | —   | 3–2 |
| 4   | Metropolitanos      | 1   | 6 | 0 | 1 | 5 | 3  | 16 | −13 |              | 0–2 | 0–2 | 1–1 | —   |     |

| 3 de abril    | Cuiabá              | 1 – 1     | Lanús     | Arena Pantanal, Cuiabá                  |
| 18:00 (UTC−4) | Fernando Sobral 57' | Relatório | Lotti 80' | Público: 5 250 Árbitro: BOL Gery Vargas |

| 4 de abril    | Deportivo Garcilaso                              | 3 – 2     | Metropolitanos | Estádio Inca Garcilaso de la Vega, Cusco       |
| 17:00 (UTC−5) | Gentile 30' · Erustes 63' (pen) · Gordillo 90+3' | Relatório | Ortiz 25', 37' | Público: 3 420 Árbitro: ECU Guillermo Guerrero |

| 11 de abril   | Metropolitanos | 0 – 2     | Cuiabá                  | Estádio Olímpico da UCV, Caracas     |
| 18:00 (UTC−4) |                | Relatório | Deyverson 4', 43' (pen) | Público: 740 Árbitro: ECU Alex Cajas |

| 11 de abril   | Lanús                      | 2 – 1     | Deportivo Garcilaso | Estádio La Fortaleza, Lanús |
| 19:00 (UTC−3) | Peña Biafore 26' · Bou 63' | Relatório | Erustes 45+4'       | Árbitro: PAR José Méndez    |

| 23 de abril   | Deportivo Garcilaso | 1 – 1     | Cuiabá    | Estádio Inca Garcilaso de la Vega, Cusco   |
| 19:00 (UTC−5) | Beltrán 76'         | Relatório | Pitta 73' | Público: 6 043 Árbitro: ECU Augusto Aragón |

| 25 de abril   | Metropolitanos | 0 – 2     | Lanús        | Estádio Olímpico da UCV, Caracas        |
| 18:00 (UTC−4) |                | Relatório | Bou 29', 34' | Público: 1 523 Árbitro: COL Jhon Ospina |

| 8 de maio     | Cuiabá                               | 3 – 0     | Metropolitanos | Arena Pantanal, Cuiabá                   |
| 20:00 (UTC−4) | Fernando Sobral 39' · Pitta 69', 83' | Relatório |                | Público: 3 145 Árbitro: PAR Derlis López |

| 9 de maio     | Deportivo Garcilaso | 0 – 2     | Lanús               | Estádio Inca Garcilaso de la Vega, Cusco |
| 21:00 (UTC−5) |                     | Relatório | Bou 7' · Moreno 54' | Público: 5 292 Árbitro: BOL Gery Vargas  |

| 15 de maio    | Lanús                                                     | 5 – 0     | Metropolitanos | Estádio La Fortaleza, Lanús                 |
| 19:00 (UTC−3) | Cuero 5' (g.c.) · Bou 23', 55' · Álvarez 52' · Watson 76' | Relatório |                | Público: 3 711 Árbitro: COL Jhon Hinestroza |

| 15 de maio    | Cuiabá              | 1 – 1     | Deportivo Garcilaso | Arena Pantanal, Cuiabá                |
| 20:00 (UTC−4) | Fernando Sobral 72' | Relatório | Erustes 39'         | Público: 2 273 Árbitro: CHI Juan Lara |

| 29 de maio    | Lanús | 0 – 1     | Cuiabá    | Estádio La Fortaleza, Lanús             |
| 19:00 (UTC−3) |       | Relatório | Pitta 51' | Público: 2 905 Árbitro: BOL Gery Vargas |

| 29 de maio    | Metropolitanos | 1 – 1     | Deportivo Garcilaso | Estádio Olímpico da UCV, Caracas          |
| 18:00 (UTC−4) | Flores 44'     | Relatório | Erustes 37'         | Público: 1 100 Árbitro: URU Alberto Feres |

### Grupo H
| Pos | Equipe              | Pts | J | V | E | D | GP | GC | SG  | Classificado |     | RAC | RBB | COQ | LUQ |
| --- | ------------------- | --- | - | - | - | - | -- | -- | --- | ------------ | --- | --- | --- | --- | --- |
| 1   | Racing              | 15  | 6 | 5 | 0 | 1 | 14 | 3  | +11 | Fase final   |     | —   | 3–0 | 3–0 | 3–0 |
| 2   | Red Bull Bragantino | 13  | 6 | 4 | 1 | 1 | 9  | 8  | +1  | Play-offs    |     | 2–1 | —   | 1–0 | 2–1 |
| 3   | Coquimbo Unido      | 5   | 6 | 1 | 2 | 3 | 3  | 7  | −4  |              |     | 1–2 | 1–1 | —   | 1–0 |
| 4   | Sportivo Luqueño    | 1   | 6 | 0 | 1 | 5 | 3  | 11 | −8  |              | 0–2 | 2–3 | 0–0 | —   |     |

| 3 de abril    | Red Bull Bragantino | 1 – 0     | Coquimbo Unido | Estádio Nabi Abi Chedid, Bragança Paulista |
| 21:00 (UTC−3) | Vitinho 45+4'       | Relatório |                | Público: 3 685 Árbitro: BOL Ivo Méndez     |

| 4 de abril    | Sportivo Luqueño | 0 – 2     | Racing                            | Estádio Defensores del Chaco, Assunção |
| 20:00 (UTC−4) |                  | Relatório | A. Martínez 41' · R. Martínez 45' | Árbitro: URU Gustavo Tejera            |

| 10 de abril   | Racing                                         | 3 – 0     | Red Bull Bragantino | Estádio El Cilindro, Avellaneda             |
| 21:30 (UTC−3) | Salas 2' · A. Martínez 20' · R. Martínez 90+2' | Relatório |                     | Público: 19 826 Árbitro: COL Alexis Herrera |

| 11 de abril   | Coquimbo Unido | 1 – 0     | Sportivo Luqueño | Estádio Francisco Sánchez Rumoroso, Coquimbo |
| 20:00 (UTC−4) | Chávez 15'     | Relatório |                  | Público: 7 088 Árbitro: BOL Gery Vargas      |

| 24 de abril   | Coquimbo Unido   | 1 – 2     | Racing                               | Estádio Francisco Sánchez Rumoroso, Coquimbo |
| 18:00 (UTC−4) | Arias 43' (g.c.) | Relatório | Solari 10' · A. Martínez 45+5' (pen) | Público: 9 954 Árbitro: COL Carlos Betancur  |

| 24 de abril   | Red Bull Bragantino         | 2 – 1     | Sportivo Luqueño | Estádio Nabi Abi Chedid, Bragança Paulista |
| 21:00 (UTC−3) | Borbas 28' · Gustavinho 47' | Relatório | Ferreira 76'     | Público: 3 654 Árbitro: ECU Bryan Loayza   |

| 8 de maio     | Sportivo Luqueño | 0 – 0     | Coquimbo Unido | Estádio Defensores del Chaco, Assunção     |
| 18:00 (UTC−4) |                  | Relatório |                | Público: 1 279 Árbitro: VEN Yender Herrera |

| 9 de maio     | Red Bull Bragantino | 2 – 1     | Racing     | Estádio Nabi Abi Chedid, Bragança Paulista |
| 21:00 (UTC−3) | Borbas 5', 7'       | Relatório | Solari 25' | Público: 4 850 Árbitro: PER Kevin Ortega   |

| 16 de maio    | Racing                                   | 3 – 0     | Coquimbo Unido | Estádio El Cilindro, Avellaneda           |
| 19:00 (UTC−3) | A. Martínez 55' (pen), 71' · Nardoni 61' | Relatório |                | Público: 17 016 Árbitro: COL Andrés Rojas |

| 16 de maio    | Sportivo Luqueño             | 2 – 3     | Red Bull Bragantino            | Estádio Defensores del Chaco, Assunção   |
| 20:00 (UTC−4) | Ferreira 3' · Leguizamón 37' | Relatório | Helinho 15', 80' · Lincoln 74' | Público: 448 Árbitro: ECU Augusto Aragón |

| 28 de maio    | Coquimbo Unido | 1 – 1     | Red Bull Bragantino | Estádio Francisco Sánchez Rumoroso, Coquimbo |
| 20:30 (UTC−4) | Chávez 41'     | Relatório | Helinho 90+8' (pen) | Árbitro: ECU Alex Cajas                      |

| 28 de maio    | Racing                                              | 3 – 0     | Sportivo Luqueño | Estádio La Fortaleza, Lanús                   |
| 21:30 (UTC−3) | A. Martínez 10' · Salas 35' · R. Martínez 81' (pen) | Relatório |                  | Público: 14 139 Árbitro: COL Bismark Santiago |